# Српска лига у фудбалу 1940/41.
Српску лигу чинило је десет клубова, а првенство се играло по двокружном лига систему. БСК по други пут освојио је наслов победника. На Првенство Југославије осим БСК-а, квалификовали су се СК Југославија и Војводина, док је БАСК испао у нижи ранг такмичења. До Првенства Југославије у сезони 1940/41. није дошло због почетка Другог светског рата.

## Табела
| Поз. | Клуб                 | Бр. утакмица | Победа | Нерешено | Пораз | П+ | П- | П+/- | Бодови |
| ---- | -------------------- | ------------ | ------ | -------- | ----- | -- | -- | ---- | ------ |
| 1    | БСК Београд          | 18           | 15     | 2        | 1     | 63 | 17 | +46  | 32     |
| 2    | СК Југославија       | 18           | 11     | 4        | 3     | 41 | 21 | +20  | 26     |
| 3    | Војводина            | 18           | 7      | 5        | 8     | 36 | 28 | +8   | 19     |
| 4    | СК Јединство Београд | 17           | 8      | 2        | 7     | 20 | 21 | -1   | 18     |
| 5    | ЖАК Суботица         | 18           | 7      | 4        | 7     | 32 | 42 | -10  | 18     |
| 6    | Бата Борово          | 17           | 8      | 1        | 8     | 38 | 32 | +6   | 17     |
| 7    | Југославија Јабука   | 18           | 7      | 2        | 9     | 27 | 41 | -14  | 16     |
| 8    | Грађански Скопље     | 17           | 5      | 4        | 8     | 24 | 37 | -13  | 14     |
| 9    | Славија Сарајево     | 18           | 2      | 6        | 10    | 34 | 41 | -7   | 10     |
| 10   | БАСК                 | 17           | 1      | 4        | 12    | 21 | 56 | -35  | 6      |

## Извор
- Милорад Сијић, Фудбал у Краљевини Југославији, стр. 129.